# Joshua Norton
Joshua Abraham Norton (4 de fevereiro de 1818 – 8 de Janeiro de 1880), conhecido como Imperador Norton I, foi um cidadão de São Francisco (Califórnia) que se autoproclamou "Norton I, Imperador dos Estados Unidos" em 1859. Em 1863 ele autoproclamou o título secundário de "Protetor do México" após a Segunda intervenção francesa no México por Napoleão III.

## Infância e Juventude
Quando Joshua era criança a família Norton emigrou do Reino Unido para a África do Sul. O pai de Joshua morreu em 1848, deixando então uma grande herança. Joshua A. Norton preferiu, ao invés de assumir os negócios da família, viajar pelo mundo. Sua primeira viagem foi o Império do Brasil. Nos Estados Unidos, aposta toda a sua fortuna num golpe de especulação de arroz, cujo comércio pretendia monopolizar, e perde grande parte de sua herança.

## Vida na Califórnia
Joshua, sem dinheiro, resolveu abrir um armazém em São Francisco. Consegue se firmar, mas nunca mais recuperaria a fortuna de seu pai. Em setembro de 1859, o jornal San Francisco Bulletin, o mais importante da cidade, publicou na primeira página a proclamação inicial do Imperador Norton, escrito pelo próprio monarca. Em outubro do mesmo ano, o mesmo jornal publica, de graça, os primeiros decretos de Joshua: O Fechamento do Congresso Americano e a dissolução dos Partidos Democrata e Republicano, a raiz de todo mal do país, segundo o próprio.
Como o fato não chamou à atenção de Washington, o Imperador enviou uma carta ao comandante do exército americano ordenando a imediata invasão do Congresso. Ao mesmo tempo, requisitou a todos os governadores da união a presença de delegados para sua posse. Por motivos óbvios, ninguém apareceu. Isso não tirou o ânimo de Norton, que não perdeu tempo e publicou um novo decreto, que anexava o México ao Império — e "Protetor do México" ao seu título.
Norton tornou-se então um ícone, principalmente um símbolo de protesto da população, insatisfeita com o descaso governamental. Já que era o Imperador, passou a ser sustentado pela população e por personalidades importantes da Califórnia, de quem recebia moradia, alimentação e transportes gratuitos.
Joshua continuava com suas ações, dentre elas o fornecimento do uniforme azul imperial até para guardas carcerários e a implementação de um sistema de impostos — com o objetivo de suprir suas outras necessidades, como despesas e dívidas.
O Imperador, de rotina muito rígida, acordava cedo para inspecionar os garis e os bondes das cidades. Frequentava todas as igrejas, para não haver brigas religiosas. O caso Joshua alcançou a Inglaterra, por intermédio das cartas que ele mesmo escrevia para a Rainha Vitória, a fim de desposá-la e unificar as duas monarquias.

### Casos

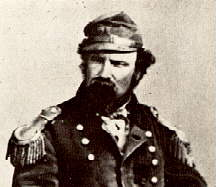

Há inúmeros casos sobre Joshua conhecidos na Califórnia. Um deles foi a história de um guarda novato que prendeu o excêntrico Joshua por vagabundagem. O fato revoltou a população, que exigiu providências. O Imperador Norton foi libertado pelo chefe da polícia em pessoa, a quem apresentou um pedido de desculpas. Só perdoou o ocorrido quando foi visitado por uma delegação do conselho municipal de São Francisco.
Em outra ocasião, lhe foi negada uma refeição gratuita em um dos trens da Central Pacific, o que lhe levou a lançar um decreto abolindo a companhia, que na época era a mais importante da costa oeste. Pouco tempo depois, recebeu passe livre vitalício e um pedido formal de desculpas. Satisfeito, redigiu uma nova autorização para o funcionamento da empresa. 
Quando os Estados Unidos mergulharam na Guerra de Secessão, em 1861, o Imperador Norton veio a público e se declarou extremamente preocupado. Não hesitou em tomar atitudes: convidou os presidentes Lincoln e Davis (da confederação) para uma reunião, onde serviria de mediador. Para sua surpresa, nenhum deles apareceu na data marcada, o que o levou a publicar um decreto ordenando o fim imediato das hostilidades e prometendo ação imperial para breve, o que acabou não acontecendo.

## Morte
O povo de São Francisco continuava contemplando Joshua Norton, até sua morte, em 8 de janeiro de 1880. Seu caixão ficou exposto à visitação pública durante dois dias, e por ele passaram mais de dez mil súditos fiéis. Em sua nota de falecimento, foi dito: "o Imperador Norton não matou, não roubou e não expulsou ninguém de seu país. Poderíamos dizer isso da maioria dos indivíduos que exerceram seu cargo?". 
O cortejo fúnebre foi acompanhado por mais de 30 mil pessoas. Joshua Abraham Norton, Imperador dos Estados Unidos e Protetor do México, está enterrado no cemitério Woodlawn, em São Francisco. Sua lápide não anuncia Joshua Abraham Norton, como deveria, mas Imperador Norton I.